# Fotbalové mužstvo Fronty národního osvobození

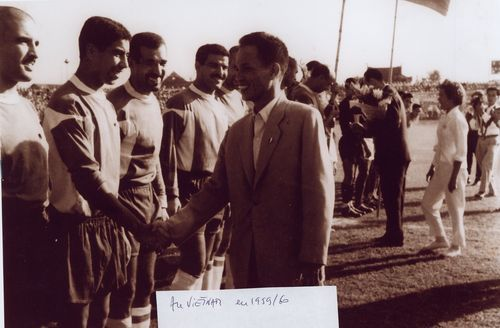
Hráči týmu FLN před zápasem ve Vietnamu, 1959

Fotbalové mužstvo Fronty národního osvobození (také Le onze de l'indépendance, Jedenáctka nezávislosti) existovalo v době alžírské války a tvořili ho hráči alžírského původu působící ve Francii. Iniciátorem a trenérem týmu byl Mohamed Boumezrag, funkcionář Fronty národního osvobození (Front de libération nationale, zkratka FLN), usilující o vytvoření samostatného alžírského státu. Tým vznikl v dubnu 1958, kdy francouzští reprezentanti Rachid Mekhloufi z AS Saint-Étienne a Mustapha Zitouni z AS Monaco opustili soustředění před MS 1958 a s osmi dalšími hráči předních francouzských klubů emigrovali do Tuniska. Kádr mužstva nakonec tvořilo okolo třiceti hráčů, FIFA však jeho žádost o členství odmítla. Výběr podnikl turné po světě, během něhož propagoval alžírský boj za nezávislost. Sehrál 91 přátelských zápasů proti týmům z islámských zemí nebo států sovětského bloku s bilancí 65 výher, 13 remíz a 13 proher, skóre měl 385:127, porazil např. Jugoslávii 6:1 nebo Tunisko 8:0. Poté, co byly v březnu 1962 uzavřeny Évianské dohody, bylo mužstvo rozpuštěno a jeho hráči se vrátili ke klubovým povinnostem. V nezávislém Alžírsku pak vznikla alžírská fotbalová reprezentace, která sehrála první zápas v lednu 1963 proti Bulharsku.   